# Eurya
Eurya é um género botânico pertencente à família Pentaphylacaceae.